# 介助犬
介助犬（かいじょけん）とは、身体障害者の為に生活のパートナーとなる犬である。

## 概要
日本ではまだ馴染みが薄いが、杖の代わりとなって起立を助けたり、手指の代わりとなって物を取ってきたり、ドアを開けたりするなどちょっとした補助が可能である。また、盲導犬・聴導犬・介助犬をあわせて身体障害者補助犬という。

## 歴史
1970年代後半にアメリカで誕生した。ボニーバーゲンが障害を持つ人と犬たちの関係を考えたところから介助犬の歴史は始まったと言われている。
日本での歴史は、1990年8月に「パートナードッグを育てる会」が発足し、1992年3月11日、千葉れい子がアメリカで訓練されたチェサピーク・ベイ・レトリーバーのブルースを連れて羽田に降り立ったのが始まりである。介助犬の実際の訓練は1993年6月に始まる。「パートナードッグを育てる会」は、1997年に「日本パートナードッグ協会」へ改称していたが、2005年に廃止となった。
ブルースは来日3年半後に体調不良により生まれ故郷のアメリカへ帰すこととなり、ブルースが去った3年後の1998年千葉れい子は介助犬の育成と普及のための新たな団体「トータルケア・アシスタントドッグセンター」を立ち上げ活動を開始する。この団体は、2015年4月に解散している。
1995年に完成したイエローのラブラドール・レトリバー、グレーデルは「パートナードッグを育てる会」トレーナー矢澤知枝による国産第1号である。1996年7月に国内3頭目の介助犬として、介助犬協会（現在は、日本介助犬協会）から認定を受けた木村佳友のシンシア（イエローのラブラドール・レトリバー、メス）が、1999年2月に介助犬として初めて国会（衆議院予算委員会）傍聴への同伴を許可される。5ヶ月後の1999年7月に「介助犬を推進する議員の会（会長：田中真紀子）」が設立され、国会において介助犬の法制化に向けた検討が始まる。1999年12月に、木村がシンシアを同伴して丹羽雄哉厚相と面会し、「介助犬を推進する議員の会」と木村が理事を務める学術団体「日本介助犬アカデミー（現在は、日本補助犬情報センター）」が連名で、介助犬に関する検討委員会の設置を求める要望書を提出し、2000年4月に「介助犬の基準」を発表する。この要望に応えて、2000年6月に「介助犬に関する検討会」、2001年10月には「介助犬の訓練基準に関する検討会」が設置される。
その後、介助犬だけでなく、法制化の対象を盲導犬や聴導犬にも広げたことから、2002年2月に「介助犬を推進する議員の会」は「身体障害者補助犬を推進する議員の会（会長：橋本龍太郎）」に名称が変更され、2002年5月に「身体障害者補助犬法」が成立する。

## 現状
日本においては、2003年に身体障害者補助犬法が完全施行され、公共施設への介助犬同伴の受け入れが義務化されている。以前のように介助犬であっても犬を連れていればいかなる場所でも問答無用で追い出されていたような時代と比較すると、改善はされているものの、下記のように21世紀以降になってもまだまだ厳しい実情がある。
2008年11月に兵庫県が実施した、身体障害者を対象とした職員採用試験で、女性受験者の一人が、介助犬同伴での受験を希望したのに対し、「犬アレルギーの受験者への配慮」などの理由で、同伴を拒否した事例も明らかになっている。
店舗側の入店拒否についても議論がされている。介助犬を伴った入店に関して店舗側が断るケースである。
「身体障害者補助犬法」には義務としてあるが、やむをえない場合には拒否することができるとある。このやむをえない場合について、犬アレルギーや衛生面が挙げられている。店舗ごとの方針によって使用者が困るケースもある。
保健所の指導でという断り文句もあるが、食品衛生法で入ることを禁止されている場所は厨房のみであり、実際に保健所の指導がされていることも法律上ありえない。

## 育成事業者
2009年現在全国26団体（厚生労働省ホームページより）が育成事業に必要な第二種福祉事業届を提出しているが、現在までの介助犬頭数は50頭に留まっている。届けは提出しているが育成を行っていない団体も数多く存在する。（厚生労働省ホームページ：身体障害者補助犬法第15条に基づく指定法人の認定実績より引用）
育成事業者とは介助犬の育成を行ったものを指し、指定法人とは育成事業者が育成した介助犬を認定する機関の事を指す。育成実績と認定実績は異なるため、介助犬の希望者は事業者選びの際には十分に検討したほうが良いと思われる。
さらに育成事業者に求められるものとして医療従事者との連携が挙げられる。
介助犬とはただ単純に物を拾い上げるだけの存在ではなく、「どこにどのように拾い上げることが障害者の身体に負担がかからないのか」ということが重要である。
併せて、身体障害者補助犬法にもある補助犬の管理義務、これは日々の補助犬のケアなども含まれるが、どのように行えば身体的負荷がないかなども考える必要がある。
これらは育成事業者のみでは対応が難しく、医師やリハビリテーション関係者、社会福祉士などのワーカーとの連携が必須である。
事業者選びの際には育成実績・どのような医療従事者が関わっているか・貸与後にも継続してフォローしてもらえるのかなどをしっかりと確認し、貸与された後に障害者自身で何とかしなければならないような状況にならぬような注意が必要である。
問題として、育成事業者団体が集める資金が数億円と膨大にも関わらず、一頭数百万の介助犬育成による介助犬頭数が募った資金と釣り合わない現状があり、本来の介助犬育成から逸脱した私欲的散財、特定団体による一元化を目論む傲慢な経営に疑問を感じる。
また、育成事業者認定において、障害者が介助犬育成などできないと陰口をささやかれるなど、日本においてはまだまだ低意識、低レベル、障害者の為の介助犬育成が障害者差別という現実がある。